# Tantocoy Uno
Tantocoy Uno är en ort i Mexiko.   Den ligger i kommunen Huehuetlán och delstaten San Luis Potosí, i den centrala delen av landet, 230 km norr om huvudstaden Mexico City. Tantocoy Uno ligger 345 meter över havet och antalet invånare är 925.
Terrängen runt Tantocoy Uno är kuperad åt nordost, men åt sydväst är den bergig. Runt Tantocoy Uno är det ganska tätbefolkat, med 160 invånare per kvadratkilometer. Närmaste större samhälle är Tancanhuitz de Santos, 7,8 km norr om Tantocoy Uno. Omgivningarna runt Tantocoy Uno är en mosaik av jordbruksmark och naturlig växtlighet.